# Crematogaster bingo
Crematogaster bingo är en myrart som beskrevs av Auguste-Henri Forel 1908. Crematogaster bingo ingår i släktet Crematogaster och familjen myror. Inga underarter finns listade i Catalogue of Life.